# Dr DisRespect
Herschel «Guy» Beahm IV (Encinitas, California, 10 de marzo de 1982), más conocido como Dr Disrespect o The Doc, es un streamer estadounidense. Se hizo conocido por jugar a juegos battle royale como Call of Duty: Black Ops 4, H1Z1 y PUBG: Battlegrounds en Twitch y YouTube.

## Primeros años
Herschel Beahm IV nació el 10 de marzo de 1982. Obtuvo una licenciatura en Administración de Empresas, con especialización en Gestión de Marketing, en 2005 por la Universidad Politécnica Estatal de California, Pomona, donde jugó al baloncesto en la División II de la NCAA para los Broncos.
Beahm empezó a jugar a Halo: Combat Evolved y Halo 2 en la universidad y se dio a conocer en la comunidad de Halo cuando utilizaba el gamertag "Diarrhea Panic" por su forma de hablar mal a través del chat de proximidad del juego.

## Personaje
El personaje de Beahm, Dr. Disrespect (también conocido como The Doc), suele aparecer en las retransmisiones en directo como un personaje grandilocuente y provocador. Originalmente, se le representaba con "un tono muy serio y oscuro". Se dice que sus seguidores y fandom forman parte del "Club de Campeones" Darin Kwilinski, de ESPN, lo describió como "un personaje de la WWE en el mundo de los videojuegos competitivos" y Beahm dijo que "creó un personaje que juega a videojuegos multijugador, y se le considera el espécimen más dominante de los videojuegos"

## Controversias
En junio de 2020, Beahm fue expulsado permanentemente de Twitch por razones que entonces no se revelaron. Un mes después, volvió a retransmitir en YouTube. En junio de 2024, antiguos empleados de Twitch revelaron que su expulsión se debía a haber mantenido relaciones sexuales con un menor utilizando la función Whisper de Twitch en 2017. Beahm reconoció la naturaleza de su expulsión y calificó los mensajes de «inapropiados». Tras esto, YouTube desmonetizó y suspendió su canal del programa de socios de la plataforma, y sus asociaciones fueron suspendidas.

## Vida personal
Beahm está casado y tiene una hija. Reside en el condado de San Diego, California.
En diciembre de 2017, confesó durante una transmisión en directo haber engañado a su mujer, y dejó de retransmitir durante varios meses antes de volver en febrero de 2018.